# اوا هرزیگووا
اوا هرزیگووا (به انگلیسی: Eva Herzigová) (زاده ۱۰ مارس ۱۹۷۳)مدل و بازیگر اهل جمهوری چک است.
از فیلم‌ها یا مجموعه‌های تلویزیونی که وی در آن‌ها نقش داشته است می‌توان به یک بیمار برجسته اشاره نمود.